# Flame of Recca
Recca no Honoo (яп. 烈火の炎 Рэкка но Хоноо, Пламя Рэкки) — японская манга, которую написал и иллюстрировал Нобуюки Андзай. Позже студией Pierrot, на основе сюжета манги был выпущен аниме-сериал, и транслировался впервые вечерним сеансом по японскому каналу Fuji TV с 19 июля 1997 года по 10 июля 1998 года. Всего было выпущено 42 серии. Позже сериал снова транслировался по каналу Animax на территории Японии и Дальнего востока . Также на основе сюжета манги было выпущено 2 компьютерные игры: Flame of Recca — для игровой консоли Game Boy Advance и Flame of Recca Final Burning — для PlayStation 2.
Манга выходила в еженедельном японском журнале Weekly Shōnen Sunday с 1995 года по 2002 года . Позже компанией Shogakukan 329 глав манги были переизданы в 33 тома. Манга и аниме были лицензированы также на территории США компанией Viz Media.

## Сюжет
Действие разворачивается вокруг подростка по имени Рэкка Ханабиси, который из прошлого времени попал в современную Японию, он интересуется синоби и считает себя таковым. Однажды его спасает девушка по имени Янаги, которая способна благодаря сильному чувству доброты и сострадания излечить все раны и Рэкка даёт обещание всегда помогать ей. Вскоре сам Рэкка обнаруживает в себе уникальные способности контроля и управления огнём. Позже главный герой узнаёт, что он является сыном лидера шестого поколения клана «Хокагэ», который был уничтожен Одой Нобунагой в 1576 году (примерно за 400 лет до начала главных событий).
По легенде клан Хокагэ обладал особым мистическим предметом — мадогу (яп. 魔導具 мадо:гу), с помощью которого можно управлять определёнными элементами природы, он также повышает навыки/способности, скорость человека в зависимости от его индивидуальных качеств. Однажды, чтобы украсть мадогу, Ода Нобунага (также главный антагонист манги и аниме) вторгся на территорию клана и истребил его, заполучив новое оружие. Коран Мори, также главный антагонист сериала охотится за мадогу, чтобы стать бессмертным. Однажды он похищает Янаги, полагая, что с помощью её особой целебной способности, она сможет поддерживать его бессмертие. После чего Рэкка и его друзья начинают поиски Янаги. Позже Рэкка и Мори встречаются снова в турнире, но Мори к этому моменту приобретает новое оружие — Тэндо Дзигоку (яп. 天堂地獄 Тэндо: Дзигоку, Рай или Ад), однако Рэкка побеждает его.
Аниме-сериал заканчивается на данной сюжетной линии, однако история по сюжету манги продолжается. Также при создании аниме пропускались некоторые менее важные элементы сюжета, а также был частично изменён дизайн персонажей.

## Список персонажей
Рэкка Ханабиси (яп. 花菱 烈火 Ханабиси Рэкка) — Главный герой манги и сериала, ученик старшей школы. Интересуется восточным единоборством и считает себя настоящим ниндзя. Он может управлять огнём. Родился как второй сын Оки — главы клана Хокагэ, который существовал примерно 400 лет назад. Его старший сводный брат — Курэй должен был как первенец стать главным наследником клана, он умел управлять огнём, однако Рэкка родился с такими же способностями и его позже объявили истинным наследником клана. Позже мать новорождённого Рэкки — Кагэро использует запретную технику — временной портал и спасает Рэкку от смерти. Он попадает в настоящее время (примерно за 15 лет до главных событий).
Сэйю: Косукэ Окано
Янаги Сакосита (яп. 佐古下 柳 Сакосита Янаги) — Молодая девушка подросток. Она с рождения способна исцелять живые формы. Она спасает Рэкку, после того, как на него упали металлические трубы, и почти раздавили его, тот даёт клятву служить и помогать ей (в манге он просто видит, как девушка исцеляет раненого щенка). Она является главной целью Мори Коран, который полагает, что с помощью неё он сможет поддерживать бессмертие.
Сэйю: Юки Масуда
Фуко Кирисава (яп. 霧沢 風子 Кирисава Фу:ко) — Фуко — молодая девушка подросток, друг детства Рэкки. Всегда пыталась победить в бою с ним, однако всё время проигрывала. Позже решила служить ему как ниндзя. Сначала её злило, что Рэкка собирался стать ниндзя, только потому, что он так хотел. По этой причине, она решает принять помощь Кагэро, который дает ей оружие фудзин, с помощью которого можно управлять ветром. Но на самом деле Кагэро вставляет с оружие камень, который позже подавляет личность Фуко, чтобы с помощью её убить главного героя. Но Рэкке удаётся победить Фуко и уничтожить камень. После происшествия Янаги и Рэкка дружатся, а Фуко теперь всегда пользуется оружием фудзин свободно.
Сэйю: Акико Хирамацу
Домон Исидзима (яп. 石島 土門 Исидзима Домон) — Одноклассник Рэкки, как и Фуко всегда мечтал победить его. Но ему это ни разу не удавалось. Позже он как верный помощник присоединяется к Рэкке. Домон владеет «кольцом сатурна», который повышает его физические силы. Позже он овладевает «клювом короля» — мощным и острым жгутом с когтем на кончике и «железным шаром», который на короткое время превращает его тело в живой железный голем.
Сэйю: Нобуо Тобита
Токия Микагами (яп. 水鏡 凍季也 Микагами То:кия) — Ученик старших классов. Владеет мечом «тёмные воды», лезвие которого образуется из воды, а также может управлять тремя элементами (жидкость, камень и газ). Токиа хотел забрать Янаги, так как она очень похожа на его покойную сестру — Мифую Микагами. Позже он присоединяется с команде Рэкки чтобы спасти Янаги из особняка Коран Мори. Позже он остаётся в команде Рэкки.
Сэйю: Хикару Мидорикава
Каору Коганэи (яп. 小金井 薰 Коганэи Каору) — Каору был когда-то членом команды Уруха, но в конце концов становится членом команды Рэкки. В детстве был очень одиноким и даже пытался покончить самоубийством. Он владеет особым Коган Анки — головоломки пяти различных форм.
Сэйю: Мотоко Кумаи
Кагэ Хоси (яп. 影法師 Кагэ Хо:си) — Кагэ Хоси (настоящее имя — Кагэро). Одна из главных антагонистов. Позже выясняется, что она является родной матерью Рэкки. Кагэ обладает особым предметом — «теневой мяч», который может телепортировать человека через тени, перемещается во времени. Когда то давно спасла Рэкку, переместив его в другое время, но в наказание обрела вечную жизнь.
Сэйю: Котоно Мицуиси
Курэй (яп. 紅麗 Курэй) — Сводный брат Рэкки, старше его на 4 года. Родился, как первый сын главы клана Хокагэ, он должен был наследовать титул, который оспаривали долгое время связи с плохим происхождением его матери. Он, как и Рэкка способен повелевать огнём и захватывать дужи умерших с помощью пламени. Например, он использует душу Курэнай (红), своей умершей любовницы, чья душа стала частью пламени Курэй.
Сэйю: Рётаро Окиаю
Мори Коран — Мори является главным антагонистом сериала и по внешности похож на Франкенштейна. Приемный отец Курэй и долгое время воспитывал его, подавляя эмоции, чтобы сделать безжалостной машиной для убийства. Он очень богат и мечтает стать бессмертным. Для этого он создал собственную лабораторию, и охотится на Янаги, веря, что с помощью неё он сможет разгадать формулу бессмертия. Позже он получает мадогу, для того, чтобы стать бессмертным.
Сэйю: Рокуро Ная

## Игры

Скриншот из второй игры: Flame of Recca: Final Burning

На основе сюжета манги были выпущены 2 компьютерные игры:

Скриншот из первой игры: Flame of Recca: The Game

Flame of ReccaThe Game — игра, выпущенная компанией Konami в жанре Файтинг 10 декабря 2001 года для игровой консоли Game Boy Advance. В данной игре игрок управляет персонажем с помощью команд движения вперёд/назад, атаки и ряда других. На экране отображаются Очки жизни, они увеличиваются, если персонаж наносит урон врагу и уменьшаются, когда персонаж совершает специальные приёмы. Каждый персонаж обладает особыми боевыми атаками. Всего можно выбрать 9 разных персонажей.
Flame of ReccaFinal Burning — игра в жанре файтинг/приключения, выпущенная компанией Konami 10 июня 2004 года для PlayStation 2. Вместе с игрой в подарок ограниченно выпускались CD издания, которые включали в себя саундтреки из аниме-сериала а также 4 постера, нарисованные Нобуюки Андзай. 2D-графика игры создана в стиле
FMV. Игрок, нажимая на правильные кнопки, управляет комбинацией движения персонажа. Персонаж может использовать ограниченное количество особых атак, а также может по-разному реагировать на особые атаки через заданные параметры, например отбивать атаку, или уклоняться. Всего можно выбрать 24 персонажа.
Позже в независимой игре Sunday VS Magazine: Shuuketsu! Choujou Daikessen!, созданной в 2009 году для PSP появляются эпизодически главные герои Flame of Recca.